# Dialeurodes abbotabadiensis
Dialeurodes abbotabadiensis là một loài côn trùng cánh nửa trong họ Aleyrodidae, phân họ Aleyrodinae.
Dialeurodes abbotabadiensis được Qureshi miêu tả khoa học đầu tiên năm 1980.